# Campeonato Descentralizado 1994
El Campeonato Descentralizado 1994, fue la edición número 68 de la Primera División del Perú, la vigésimo novena desde que se descentraliza en 1966 y la vigésimo novena bajo la denominación de Campeonato Descentralizado.
El Campeonato Descentralizado de fútbol profesional del Perú de 1994 tuvo la participación de 16 equipos. La temporada se desarrolló en tres etapas: el Torneo Apertura que clasificó al ganador a la Copa Conmebol 1995, el Torneo Descentralizado que definía al campeón nacional, y la Liguilla Pre-Libertadores que clasificaba a un equipo a la Copa Libertadores 1995.
Sporting Cristal fue el ganador del Apertura y del Descentralizado, coronándose así campeón nacional y clasificando a la Copa Libertadores. Alianza Lima fue el segundo clasificado a la Libertadores tras ganar la Liguilla, mientras que el Ciclista Lima clasificó a la Copa Conmebol. En cuanto al descenso, Defensor Lima y Carlos Mannucci perdieron la categoría.
Se otorgaron 2 puntos por partidos ganados, 1 punto por partidos empatados, y 0 puntos por partidos perdidos.

## Ascensos y descensos
Hubo 2 descensos en la temporada 1993 y 2 ascensos (1 Campeón de Copa Perú 1993 y 1 Campeón de Segunda División 1993). Por lo que se mantuvieron los 16 equipos para esta edición.
| Posición | Descendidos a la Copa Perú y Segunda División 1994 |
| -------- | -------------------------------------------------- |
| 15°      | Unión Huaral (S. División)                         |
| 16°      | UTC de Cajamarca (C. Perú)                         |

| Posición | Ascendidos de la Copa Perú y Segunda División 1993 |
| -------- | -------------------------------------------------- |
| 1º       | Ciclista Lima (S. División)                        |
| 1º       | Aurich-Cañaña (C. Perú)                            |

- Al finalizar la temporada de Segunda División 1993, El Defensor Kiwi-Ciclista Lima fue vendido su Categoría al Ciclista Lima.

## Equipos participantes
| Equipo              | Ciudad   | Estadio                 | Entrenador          |
| ------------------- | -------- | ----------------------- | ------------------- |
| Alianza Atlético    | Sullana  | Campeones del 36        | Roberto Drago       |
| Alianza Lima        | Lima     | Alejandro Villanueva    | Miguel Ángel Arrué  |
| Aurich-Cañaña       | Chiclayo | Elías Aguirre           | Horacio Baldessari  |
| Carlos A. Mannucci  | Trujillo | Mansiche                | Julio César Uribe   |
| Ciclista Lima       | Lima     | Municipal de Chorrillos | Ramón Estay         |
| Cienciano           | Cusco    | Garcilaso de la Vega    | Luis Zacarías       |
| Defensor Lima       | Lima     | Nacional de Lima        | José Chiarella      |
| Deportivo Municipal | Lima     | Municipal de Chorrillos | Roberto Chale       |
| Deportivo Sipesa    | Chimbote | Manuel Gómez Arellano   | Cayetano Ré         |
| León de Huánuco     | Huánuco  | Heraclio Tapia          | Ramón Quiroga       |
| FBC Melgar          | Arequipa | Mariano Melgar          | Freddy Bustamante   |
| San Agustín         | Lima     | Nacional de Lima        | Fernando Cuellar    |
| Sport Boys          | Callao   | Nacional de Lima        | César Gonzales      |
| Sporting Cristal    | Lima     | Alberto Gallardo        | Juan Carlos Oblitas |
| Unión Minas         | Pasco    | Daniel Alcides Carrión  | Gualberto Martínez  |
| Universitario       | Lima     | Lolo Fernández          | Sergio Markarián    |

## Torneo Apertura

### Grupo A
| Pos. | Equipo           | Pts. | PJ | PG | PE | PP | GF | GC | DG  |
| ---- | ---------------- | ---- | -- | -- | -- | -- | -- | -- | --- |
| 1    | Sporting Cristal | 10   | 7  | 5  | 0  | 2  | 23 | 5  | +18 |
| 2    | León de Huánuco  | 10   | 7  | 4  | 2  | 1  | 11 | 8  | +3  |
| 3    | Alianza Lima     | 9    | 7  | 3  | 3  | 1  | 15 | 11 | +4  |
| 4    | Deportivo Sipesa | 9    | 7  | 3  | 3  | 1  | 9  | 9  | 0   |
| 5    | Cienciano        | 6    | 7  | 1  | 4  | 2  | 8  | 11 | -3  |
| 6    | Aurich-Cañaña    | 6    | 7  | 2  | 2  | 3  | 9  | 14 | -5  |
| 7    | San Agustín      | 3    | 7  | 0  | 3  | 4  | 7  | 15 | -8  |
| 8    | Defensor Lima    | 3    | 7  | 0  | 3  | 4  | 6  | 15 | -9  |

|  |                                            |
|  | Clasificado a la final del Torneo Apertura |

#### Resultados
| Local \ Visitante | ALI | AUR | CIE | DEF | SIP | LEO | AGU | SC  |
| ----------------- | --- | --- | --- | --- | --- | --- | --- | --- |
| Alianza Lima      |     | —   | —   | 3–1 | 1–1 | —   | —   | 2–1 |
| Aurich-Cañaña     | 1–3 |     | —   | —   | —   | 3–1 | 2–1 | 1–5 |
| Cienciano         | 3–3 | 0–0 |     | 3–1 | 1–1 | —   | —   | —   |
| Defensor Lima     | —   | 2–2 | —   |     | —   | 1–1 | 1–1 | —   |
| Deportivo Sipesa  | —   | 2–0 | —   | 2–0 |     | 1–1 | 2–1 | —   |
| León de Huánuco   | 2–1 | —   | 1–0 | —   | —   |     | 3–1 | 2–1 |
| San Agustín       | 2–2 | —   | 1–1 | —   | —   | —   |     | 0–4 |
| Sporting Cristal  | —   | —   | 4–0 | 3–0 | 5–0 | —   | —   |     |

### Grupo B
| Pos. | Equipo              | Pts. | PJ | PG | PE | PP | GF | GC | DG  |
| ---- | ------------------- | ---- | -- | -- | -- | -- | -- | -- | --- |
| 1    | Ciclista Lima       | 12   | 7  | 5  | 2  | 0  | 20 | 8  | +12 |
| 2    | Sport Boys          | 9    | 7  | 4  | 1  | 2  | 14 | 8  | +6  |
| 3    | Deportivo Municipal | 8    | 7  | 3  | 2  | 2  | 8  | 7  | +1  |
| 4    | FBC Melgar          | 7    | 7  | 3  | 1  | 3  | 15 | 10 | +5  |
| 5    | Carlos Mannucci     | 7    | 7  | 2  | 3  | 2  | 9  | 8  | +1  |
| 6    | Unión Minas         | 5    | 7  | 1  | 4  | 2  | 4  | 12 | -8  |
| 7    | Alianza Atlético    | 4    | 7  | 1  | 2  | 4  | 11 | 20 | -9  |
| 8    | Universitario       | 3    | 7  | 1  | 1  | 5  | 11 | 19 | -8  |

- Al finalizar la temporada de Segunda División 1993, El Defensor Kiwi-Ciclista Lima fue vendido su Categoría al Ciclista Lima.

|  |                                            |
|  | Clasificado a la final del Torneo Apertura |

#### Resultados
| Local \ Visitante   | AAS | MAN | CIC | MUN | MEL | SBA | MIN | UNI |
| ------------------- | --- | --- | --- | --- | --- | --- | --- | --- |
| Alianza Atlético    |     | —   | —   | 3–2 | 1–1 | 3–4 | —   | 1–5 |
| Carlos A. Mannucci  | 3–1 |     | 2–2 | 0–0 | —   | —   | 0–0 | —   |
| Ciclista Lima       | 4–1 | —   |     | —   | 4–3 | —   | 3–0 | 4–1 |
| Deportivo Municipal | —   | —   | 0–2 |     | 2–1 | 2–0 | —   | —   |
| Melgar              | —   | 2–1 | —   | —   |     | —   | 6–0 | 2–1 |
| Sport Boys          | —   | 2–1 | 1–1 | —   | 1–0 |     | —   | 6–0 |
| Unión Minas         | 1–1 | —   | —   | 0–0 | —   | 1–0 |     | —   |
| Universitario       | —   | 1–2 | —   | 1–2 | —   | —   | 2–2 |     |

### Final
| 30 de marzo de 1994, 19:30 | Sporting Cristal                          | 4:1 (2:1) | Ciclista Lima | Estadio Nacional, Lima                                       |                                                              |
|                            | Palacios 4' · Julinho 6' 51' · Solano 56' |           | Aguilar 13'   | Asistencia: 7,100 espectadores Árbitro(s): Fernando Chappell | Asistencia: 7,100 espectadores Árbitro(s): Fernando Chappell |

Como campeón del Torneo Apertura, Sporting Cristal recibió dos puntos de bonificación para el Torneo Descentralizado y clasificó a la Copa Conmebol. Luego, declinaría ir a ese torneo para participar en la Copa Libertadores; el subcampeón, Ciclista Lima, participó en su lugar.

## Torneo Descentralizado
Sporting Cristal comenzó el Torneo Descentralizado con dos puntos de bonificación por ganar el Torneo Apertura.
| Pos. | Equipo              | Pts. | PJ | PG | PE | PP | GF | GC | DG  |
| ---- | ------------------- | ---- | -- | -- | -- | -- | -- | -- | --- |
| 1    | 'Sporting Cristal'  | 53   | 30 | 24 | 3  | 3  | 86 | 19 | +67 |
| 2    | Universitario       | 42   | 30 | 19 | 4  | 7  | 43 | 20 | +23 |
| 3    | Alianza Lima        | 40   | 30 | 16 | 8  | 6  | 56 | 29 | +27 |
| 4    | León de Huánuco     | 38   | 30 | 17 | 4  | 9  | 43 | 36 | +7  |
| 5    | Deportivo Sipesa    | 33   | 30 | 12 | 9  | 9  | 38 | 30 | +8  |
| 6    | Deportivo Municipal | 32   | 30 | 13 | 6  | 11 | 40 | 37 | +3  |
| 7    | Ciclista Lima       | 32   | 30 | 13 | 6  | 11 | 54 | 54 | 0   |
| 8    | FBC Melgar          | 31   | 30 | 12 | 7  | 11 | 41 | 42 | -1  |
| 9    | Aurich-Cañaña       | 30   | 30 | 12 | 6  | 12 | 36 | 36 | 0   |
| 10   | Unión Minas         | 28   | 30 | 10 | 8  | 12 | 32 | 42 | -10 |
| 11   | Sport Boys          | 24   | 30 | 11 | 2  | 17 | 34 | 43 | -9  |
| 12   | San Agustín         | 24   | 30 | 8  | 8  | 14 | 36 | 48 | -12 |
| 13   | Cienciano           | 21   | 30 | 7  | 7  | 16 | 23 | 41 | -18 |
| 14   | Alianza Atlético    | 21   | 30 | 8  | 5  | 17 | 38 | 59 | -21 |
| 15   | Carlos Mannucci     | 20   | 30 | 6  | 8  | 16 | 24 | 45 | -21 |
| 16   | Defensor Lima       | 13   | 30 | 2  | 9  | 19 | 25 | 68 | -43 |

|  | Campeón y clasificado a la Copa Libertadores |
|  | Clasificado a la Liguilla Pre-Libertadores   |
|  | Clasificado a la Pre-Liguilla                |
|  | Descendido a la Copa Perú                    |
|  | Descendido a la Segunda División             |

### Resultados
| Local \ Visitante   | AAS | ALI | AUR | CAM | CIC | CIE | DEF | MUN | SIP | LEO | MEL | AGU | SBA | CRI  | MIN | UNI |
| ------------------- | --- | --- | --- | --- | --- | --- | --- | --- | --- | --- | --- | --- | --- | ---- | --- | --- |
| Alianza Atlético    |     | 0–2 | 0–0 | 1–2 | 2–1 | 3–0 | 3–2 | 3–1 | 2–1 | 0–2 | 2–1 | 3–3 | 1–2 | 3–4  | 5–2 | 1–1 |
| Alianza Lima        | 2–0 |     | 4–0 | 1–0 | 1–3 | 1–1 | 4–0 | 2–1 | 1–1 | 5–0 | 3–2 | 4–2 | 4–1 | 0–1  | 1–0 | 1–0 |
| Aurich-Cañaña       | 4–1 | 1–2 |     | 0–0 | 1–2 | 1–0 | 2–1 | 0–0 | 1–2 | 0–0 | 1–0 | 1–0 | 1–0 | 0–0  | 5–0 | 1–1 |
| Carlos A. Mannucci  | 3–1 | 3–3 | 3–1 |     | 1–1 | 4–1 | 0–0 | 0–1 | 0–1 | 1–2 | 2–1 | 1–1 | 1–2 | 0–4  | 0–0 | 0–1 |
| Ciclista Lima       | 4–2 | 2–1 | 2–1 | 1–0 |     | 1–0 | 6–1 | 3–4 | 1–1 | 0–2 | 1–1 | 4–2 | 2–1 | 0–1  | 3–2 | 0–5 |
| Cienciano           | 3–0 | 1–1 | 1–2 | 1–0 | 3–1 |     | 1–0 | 0–0 | 1–1 | 2–1 | 0–1 | 2–1 | 1–0 | 0–1  | 0–0 | 1–2 |
| Defensor Lima       | 1–1 | 0–2 | 0–1 | 0–1 | 2–2 | 0–0 |     | 1–6 | 1–1 | 0–1 | 3–3 | 0–0 | 1–2 | 1–11 | 3–1 | 0–1 |
| Deportivo Municipal | 1–1 | 0–3 | 2–3 | 1–0 | 1–1 | 2–0 | 1–0 |     | 1–2 | 0–0 | 3–0 | 2–2 | 2–1 | 0–4  | 1–0 | 0–1 |
| Deportivo Sipesa    | 1–2 | 1–1 | 3–2 | 1–1 | 3–1 | 1–0 | 1–1 | 0–2 |     | 5–1 | 0–0 | 2–0 | 1–0 | 0–0  | 2–0 | 2–0 |
| León de Huánuco     | 2–0 | 4–3 | 3–0 | 1–0 | 0–1 | 2–1 | 3–1 | 0–1 | 1–0 |     | 1–3 | 2–0 | 1–2 | 4–0  | 2–1 | 2–1 |
| Melgar              | 1–0 | 1–1 | 0–2 | 3–0 | 3–3 | 2–0 | 1–1 | 4–2 | 3–2 | 2–1 |     | 2–0 | 1–2 | 1–0  | 2–1 | 0–1 |
| San Agustín         | 2–1 | 0–0 | 1–2 | 2–0 | 2–3 | 2–1 | 4–0 | 0–1 | 1–0 | 2–2 | 0–1 |     | 1–1 | 0–4  | 2–2 | 2–1 |
| Sport Boys          | 3–0 | 1–2 | 3–1 | 1–1 | 2–1 | 2–1 | 2–3 | 0–1 | 0–1 | 0–2 | 2–0 | 0–1 |     | 0–3  | 4–0 | 0–1 |
| Sporting Cristal    | 4–0 | 1–0 | 2–1 | 5–0 | 3–1 | 6–1 | 4–1 | 3–2 | 3–2 | 4–0 | 5–0 | 4–0 | 5–0 |      | 1–1 | 2–0 |
| Unión Minas         | 2–0 | 1–0 | 1–0 | 3–0 | 3–2 | 0–0 | 2–1 | 2–1 | 1–0 | 1–1 | 0–0 | 1–3 | 2–0 | 1–0  |     | 2–3 |
| Universitario       | 2–0 | 1–1 | 2–1 | 4–0 | 3–1 | 3–0 | 1–0 | 1–0 | 2–0 | 0–2 | 3–2 | 1–0 | 1–0 | 0–1  | 0–0 |     |

|                              |
| Campeón Nacional             |
| Sporting Cristal 11.º título |

## Pre-Liguilla
| Local ida        | Local vuelta        | Resultado ida | Resultado vuelta | Resultado global |
| ---------------- | ------------------- | ------------- | ---------------- | ---------------- |
| FBC Melgar       | Alianza Lima        | 1 - 0         | 0 - 2            | 1 - 2            |
| León de Huánuco  | Ciclista Lima       | 0 - 0         | 2 - 2            | 2 - 2            |
| Deportivo Sipesa | Deportivo Municipal | 1 - 1         | 2 - 2            | 3 - 3            |

## Liguilla Pre-Libertadores
Participaron el equipo que se ubicó en el segundo puesto del Descentralizado (Universitario) con un punto de bonificación, más los ganadores de las tres llaves de la Pre-Liguilla (Alianza Lima, León de Huánuco y Deportivo Sipesa)
Se jugó a partidos únicos, todos disputados en el Estadio Nacional de Lima. Al finalizar las 3 fechas, el primer puesto clasificó a la Copa Libertadores.

### Tabla de posiciones
| Pos. | Equipo           | Pts. | PJ | PG | PE | PP | GF | GC | DG |
| ---- | ---------------- | ---- | -- | -- | -- | -- | -- | -- | -- |
| 1    | Alianza Lima     | 5    | 3  | 2  | 1  | 0  | 5  | 2  | +3 |
| 2    | Deportivo Sipesa | 4    | 3  | 1  | 2  | 0  | 4  | 3  | +1 |
| 3    | León de Huánuco  | 2    | 3  | 1  | 0  | 2  | 6  | 8  | -2 |
| 4    | Universitario    | 2    | 3  | 0  | 1  | 2  | 4  | 6  | -2 |

|  | Clasificado a la Copa Libertadores |

### Resultados
| Fecha 1 – 12 de Diciembre | Fecha 1 – 12 de Diciembre | Fecha 1 – 12 de Diciembre |
|                           | Resultado                 |                           |
| ------------------------- | ------------------------- | ------------------------- |
| Alianza Lima              | 3–1                       | León de Huánuco           |
| Universitario             | 1–1                       | Deportivo Sipesa          |

| Fecha 2 – 15 de Diciembre | Fecha 2 – 15 de Diciembre | Fecha 2 – 15 de Diciembre |
|                           | Resultado                 |                           |
| ------------------------- | ------------------------- | ------------------------- |
| Alianza Lima              | 2–1                       | Universitario             |
| León de Huánuco           | 2–3                       | Deportivo Sipesa          |

| Fecha 3 – 19 de Diciembre | Fecha 3 – 19 de Diciembre | Fecha 3 – 19 de Diciembre |
|                           | Resultado                 |                           |
| ------------------------- | ------------------------- | ------------------------- |
| Alianza Lima              | 0–0                       | Deportivo Sipesa          |
| Universitario             | 2–3                       | León de Huánuco           |

## Estadísticas

### Máximos goleadores
Lista con los máximos goleadores de la competencia.
| Jugador                                | Equipo                    | Goles |
| -------------------------------------- | ------------------------- | ----- |
| Flavio Maestri                         | Sporting Cristal          | 25    |
| Waldir Sáenz                           | Alianza Lima              | 19    |
| Nolberto Solano                        | Sporting Cristal          | 18    |
| Roberto Palacios                       | Sporting Cristal          | 17    |
| Percy Aguilar                          | Ciclista Lima             | 15    |
| Alberto Ramírez                        | Deportivo Sipesa          | 14    |
| Darío Muchotrigo                       | Alianza Lima              | 14    |
| Gerson Lente                           | Ciclista Lima             | 13    |
| Giuliano Portilla                      | León de Huánuco           | 13    |
| Julinho                                | Sporting Cristal          | 13    |
| Anselmo Soto                           | F. B. C. Melgar           | 12    |
| Aníbal Muggione                        | Juan Aurich               | 12    |
| Alfredo Carmona                        | Deportivo Municipal       | 10    |
| Andrés Gonzales                        | Universitario de Deportes | 10    |
| Jorge Soto                             | Sporting Cristal          | 9     |
| Adrián Gatti                           | Cienciano                 | 9     |
| Germán Carty                           | Sport Boys                | 8     |
| Marco Valencia                         | Alianza Lima              | 8     |
| Ismael Zegarra                         | León de Huánuco           | 8     |
| James Cantero                          | Sport Boys                | 8     |
| Actualizado el 22 de noviembre de 2019 |                           |       |

## Récords (Campeonato Descentralizado)
- El equipo de Sporting Cristal ganó 63 puntos de 76 disputados, (82.89% de puntos posibles) marcando el segundo récord de efectividad en la historia de la Liga Peruana de Fútbol, solo superado por Alianza Lima en 1931 y 1932 (100%)
- Por la fecha 13 del Descentralizado, Sporting Cristal goleó 11:1 al Defensor Lima marcando la segunda mayor goleada en la historia de la Liga Peruana de Fútbol.
- Sporting Cristal anotó 113 goles en 38 partidos, un promedio de 2.97 goles por partido (récord descentralizado), sólo superado por Alianza Lima en 1931 con 4.82 goles por partido (récord nacional) (100%)